# Thililua

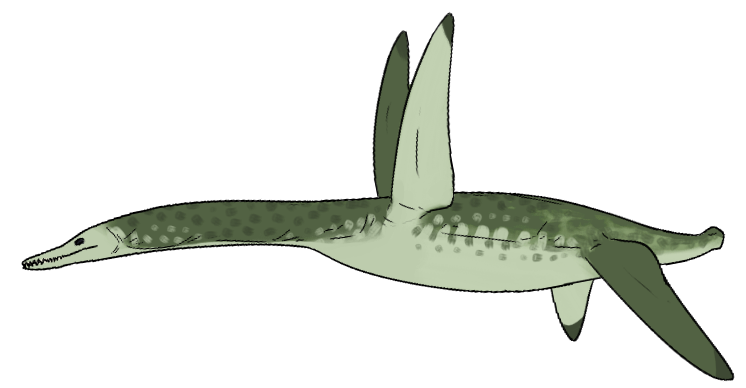
Thililua longicollis

Thililua is een geslacht van de Plesiosauria dat tijdens het late Krijt leefde in het gebied van het huidige Marokko. De enige benoemde soort is Thililua longicollis.

## Vondst en namgeving
Door fossielenhandelaren werd ergens in de regio Goulmima, op de zuidelijke helling van de Hoge Atlas, een skelet gevonden van een plesiosauriër. Het werd verworven door het Muséum d’Histoire naturelle de Grenoble en bleek een nog onbekende soort te vertegenwoordigen.
In 2003 werd de typesoort Thililua longicollis benoemd en beschreven door Nathalie Bardet, Xabier Pereda Suberbiola en Nour-Eddine Jalil. De geslachtsnaam is die van een zeegod in de mythologie van de Berbers. De soortaanduiding betekent "met de lange nek" in het Latijn.
Het holotype,  MHNGr.PA.11710, is vermoedelijk gevonden in een laag kalksteen die dateert uit het vroege Turonien. Het bestaat uit een skelet met schedel. Bewaard zijn gebleven: de schedel, de onderkaken en zevenendertig wervels waaronder alle halswervels, alle borstwervels en de voorste vier ruggenwervels.

## Beschrijving
De lengte van Thililua is geschat op vijfenhalf à zes meter. De schedel heeft een lengte van zesenzestig centimeter.

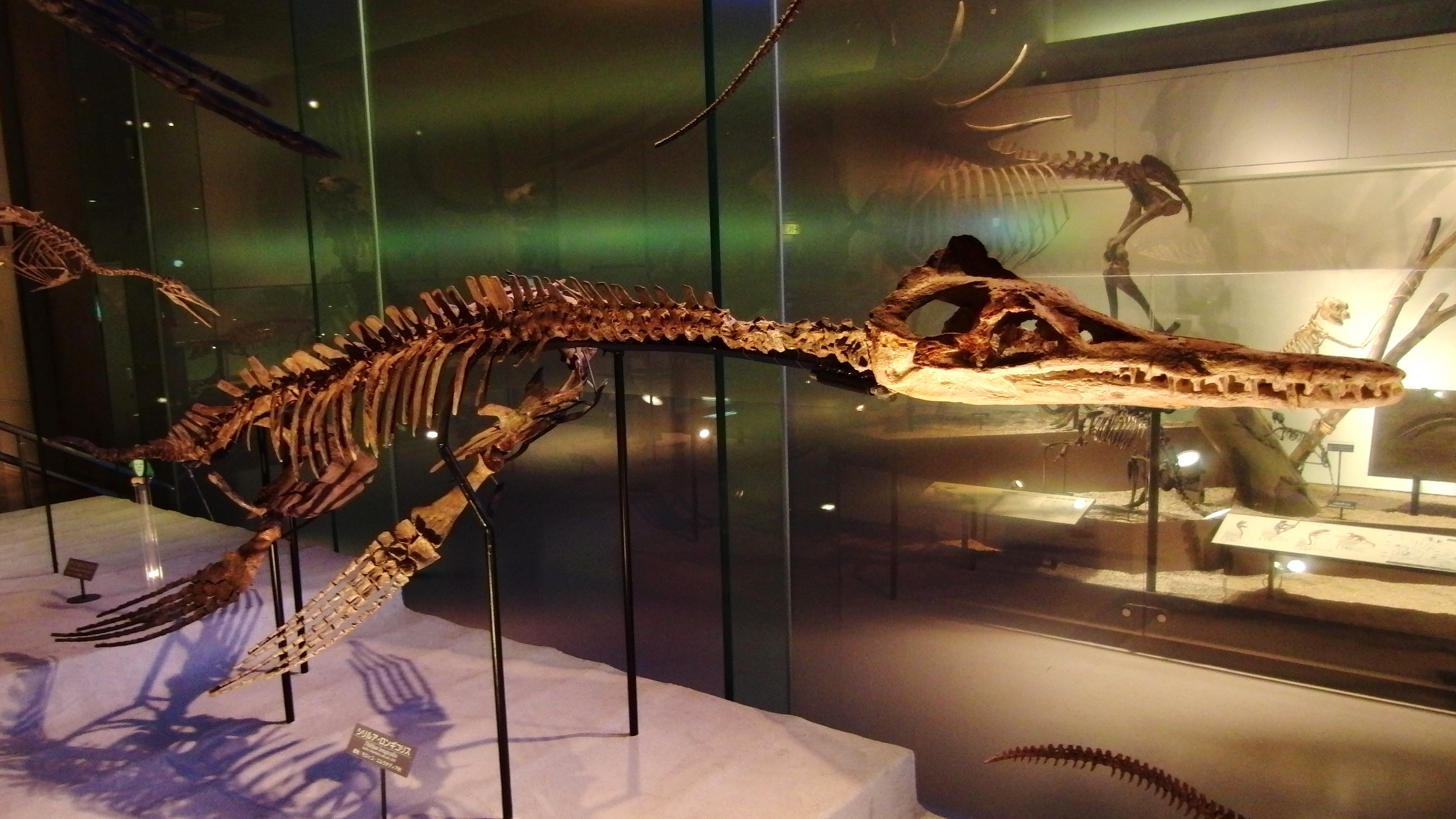
Skeletmodel

De beschrijvers wisten enkele onderscheidende kenmerken vast te stellen. De praemaxillae hebben gezwollen zijdelings takken tussen de neusgaten en de foramina in de voorhoofdsbeenderen. De oogkassen zijn regelmatig ovaal gebogen, zonder takken op de bovenrand. De tandformule bestaat uit vijf premaxillaire tanden, minstens tweeëntwintig maxillaire tanden en negenentwintig dentaire tanden. Er zijn dertig halswervels. De halswervels zijn even lang als hoog en bezitten lengterichel op de zijkanten die gepaard zijn van de negentiende tot en met tweeëntwintigste wervel.
De schedel is langgerekt en laag waarbij de snuit 60% van de lengte beslaat. Het bovenprofiel is hol. De schedel is ook zeer smal.

## Fylogenie
Thililua werd in 2003 in de Polycotylidae geplaatst maar zonder exacte cladistische analyse. Een exacte analyse door Benson in 2010 vond het taxon in de Leptocleididae als zustertaxon van Nichollssaura.